# HR 4523
HR 4523은 센타우루스자리에 있는 쌍성이다. 쌍성 구성원 중 크고 밝은 쪽은 태양과 비슷한 G형 왜성이지만 반경은 조금 더 작고 질량은 거의 비슷하다. 반성은 M형의 적색 왜성으로 주성에서 235천문단위 떨어져 있다. 이 거리는 태양과 지구 사이 거리의 235배에 해당된다. 이는 해왕성과 태양 사이 거리의 약 8배 정도이다.
항성의 떨림이 발견되지 않았기 때문에, HR 4523 주위를 도는 행성이나 동반 천체는 없는 것으로 보인다. 이 별은 인디언자리 엡실론 이동성군의 일원이지만, 다른 별들과는 화학적 조성이 다르며 더 나이가 많은 것으로 관측되기 때문에 특이한 존재이다.

## 참고 문헌
1. ↑  Porto de Mello, G.; del Peloso, E. F.; Ghezzi, L. (2006). “태양에서 10파섹 이내에 있는 별들 중 천체생물학적으로 흥미로운 별들”. 《Astrobiology》 6 (2): 308-331. 2007년 5월 25일에 확인함.
2. ↑  Kovacs, N.; Foy, R. (1978). “에겐의 인디언자리 엡실론별 이동성단 내 세 별에 대한 자세한 분석”. 《Astronomy and Astrophysics》 68 (1-2): 27-31. 2007년 2월 4일에 확인함.